# Pretzfeld
Pretzfeld település Németországban, azon belül Bajorországban. Lakosainak száma 2383 fő (2023. december 31.).

## Népesség
A település népessége az elmúlt években az alábbi módon változott:
| Lakosok száma | 790  | 1101 | 1423 | 2128 | 2466 | 2428 | 2442 | 2394 | 2386 | 2383 |
|               | 1875 | 1950 | 1975 | 1987 | 2012 | 2014 | 2016 | 2017 | 2021 | 2023 |